# عملیات ۲۰۰۴ اسرائیل در رفح
عملیات ۲۰۰۴ اسرائیل در رفح (انگلیسی: 2004 Israeli operation in Rafah) یا عملیات رنگین‌کمان در ابر عملیات نظامی نیروهای دفاعی اسرائیل در جنوب نوار غزه بود، که در ۱۲ مه ۲۰۰۴ آغاز شد و تا ۱ ژوئن ۲۰۰۴ ادامه داشت و شامل حمله و محاصره شهر رفح بود. این عملیات پس از کشته شدن یازده سرباز اسرائیلی در دو حمله فلسطینی‌ها آغاز شد که در آن، خودروهای زرهی ام۱۱۳ مورد حمله قرار گرفتند.
دیده‌بان حقوق بشر گزارش داد که ۵۹ فلسطینی در طول ۱۲ تا ۲۴ مه کشته شدند، از جمله ۱۱ نفر زیر هجده سال و ۱۸ مرد مسلح. ارتش اسرائیل حدود ۳۰۰ خانه را برای گسترش منطقه حائل در امتداد مرز مصر و غزه ویران کرد و آن را تا اعماق نوار غزه گسترش داد. همچنین، یک باغ وحش و حداقل ۷۰۰ دونوم (۷۰ هکتار) زمین کشاورزی تخریب شد.
اهداف اعلام شده اسرائیل از عملیات رنگین کمان، یافتن و تخریب تونل‌های قاچاق، هدف قرار دادن تروریست‌ها و تأمین امنیت مسیر فیلادلفیا با گسترش منطقه حائل بود.